# Марія з полином у кінці століття
«Марія з полином у кінці століття» — роман українського письменника Володимира Яворівського, написаний у 1988 р. і присвячений драматичним подіям весни 1986 року в Чорнобильській зоні. Належить до реалістичної літератури та урбаністичної прози. Роман був написаний після візиту Володимира Яворівського до Чорнобильської зони одразу після вибуху
За словами В. Яворівського, роман став переосмисленням написаних раніше творів «на злобу дня» («Ланцюгова реакція», 1977) і на «замовлення влади» («Вічні Кортеліси», 1984) або спробою «реабілітуватися» новим твором.

## Художній стиль
Автор назвав свій твір «відеороманом». Це вплинуло на стиль роману, який характеризується «кінематографічністю» зображення трагедії, «хаотичністю», «уривчастістю», «побіжністю» у відтворенні подій та людей, що обрані автором свідомо для зображення такого деструктивного за своєю суттю явища, яким стала Чорнобильська трагедія.

## Тематика твору
У романі Чорнобильська катастрофа розкривається переважно через долю родини Мировичів, батьківська оселя якої була в селі Городища, розташованого за 20 км від атомної станції. Проте Володимир Яворівський спостерігає вплив катастрофи не лише на одну сім'ю, а простежує цей вплив на життя всього навколишнього селянства.
Трагедію та її наслідки В. Яворівський передає через долі членів родини Мировичів, старший син якої був автором проекту цієї атомної станції, а менший одним із перших загинув під час вибуху. Таким чином автор стверджує декілька принципів буття людини: по-перше, за кожний свій вчинок вона несе персональну відповідальність і особисто спокутує скоєні, навіть не навмисне, прогріхи, по-друге, за здобутки та матеріальні блага цивілізаційних процесів доведеться розраховуватися не тільки сучасникам, а й нащадкам незалежно від місця проживання.
У книзі розкривається правда про справжні наміри й шляхи СРСР до дешевого збагачення, нехтування Москвою долями України й українців, розташувала «мирний» атом в українському Поліссі. Володимир Яворівський одним із перших почав говорити і писати про Чорнобильську катастрофу як про ще один злочин радянської влади.
Проте у тому, що сталася така страшна трагедія, письменник убачає результат не тільки похибок і прорахунків керівництва ЧАЕС, тоталітарної системи, а й той спосіб мислення, вседозволеність, нівелювання будь-яких моральних настанов сучасної «міської» людини.
Роман В.Яворівського розкриває суспільно-політичні й економічні реалії другої половини 80-х років ХХ століття через топоси міської лікарні з нещодавно відкритим наркологічним відділенням, міського базару з дефіцитом товарів, які можна купити лише у знайомих тощо. Ще одним засобом відтворення художнього часу роману виступають лозунги на зразок «Що ти дав Продовольчій програмі?», «Перебудова — справа всіх і кожного», що посилюють читацьку рецепцію духу «перебудовчої» епохи.

## Герої роману
Герої роману — велика родина Мироничів:
- старший брат Олександр — академік, який проектував реактор;
- молодший — Микола, оператор цього реактора, що гине у мить вибуху;
- Григорій — пожежник, який, кидаючись вгамувати вогненну стихію реактора, дістає смертельну дозу опромінення;
- сестра Дарка, яка виводить із небезпечної зони чужих дітей;
- наймолодший брат Федір — він, щоб урятувати від смерті брата, віддає йому свій кістковий мозок.
- стоїть стара мати Марія — стоїть на чолі роду. Крізь її душу якої проходять всі головні лінії драми. Довкола неї, як довкола острова надії і віри, збирається потерпіла родина, щоб наперекір усьому — жити, продовжувати рід Мироничів[9]

Героїв твору із родини Мировичів, незважаючи на те, що всі вони є вихідцями із села, умовно можна поділити на три групи:
1. представники «міського» типу мислення (Олександр, його дружина Ольга, Людмила);
2. «перехідного» типу, який автор мотивує або захопленням своєю роботою (Микола, Григорій), або впливом міста як рідного для людини середовища, з яким вона себе співвідносить (Олеся);
3. «сільського» типу (Марія, Одарка, Федір)[1].

Важливим при цьому є елемент мотивування зміни героєм сільського простору на міський. Художній простір села найкраще характеризується через героїв «перехідного» типу, які, перебуваючи в ньому, ніби на час змінюють свої пріоритети у житті, надаючи великого значення проблемам духовності.

## Символи у романі
- образ коріння — наскрізний в романі символ життя, сили духу[5].
- образ «чортового колеса» втілює колообіг життя, його абсурдність, що є одним із характерних мотивів урбаністичної прози[1].
- полин — символ пам'яті; рідної землі, Батьківщини. У Біблії слово «полин» нерідко поєднується зі словом «яд». Грішники часто зазнають кари Господньої саме полином.

## Протиставлення міста і села в романі
У романі «Марія з полином в кінці століття» є своєрідна опозиція міста і села. Місто у романі персоніфікується, уособлюючи собою той технічний прогрес та досягнення цивілізації, завдяки яким села стають «неперспективними». Воно постає як своєрідний «споживач» внутрішніх ресурсів вихідців із села. Цивілізаційні процеси нищать ті споконвічні (в основі своїй гуманістичні) цінності українського народу, які ще збереглися на селі, а в просторі міста вважаються «архаїчними», «немодними». Село, на відміну від міста, є осередком духовності, національних, родових цінностей. Проте, в силу реалістичності стилю, В. Яворівський не ідеалізує село, яке постає в його творі з певним колом проблем, що є даниною тогочасній дійсності. Місто, не маючи ще власних звичаїв та традицій, які є одними зі складових поняття «духовність», нищить виплекані та збережені століттями засадничі основи буття української нації.